# Население на Гамбия
Населението на Гамбия според последното преброяване от 2013 г. е 1 882 450 души.

## Численост
Численост на населението според преброяванията през годините:
| Година | Численост |
| 1983   | 687 817   |
| 1993   | 1 038 145 |
| 2003   | 1 360 681 |
| 2013   | 1 882 450 |

## Възрастова сткруктура
(2000)
- 0-14 години: 45 % (мъжe 311 293 / жени 308 570)
- 15-64 години: 52 % (мъже 352 765 / жени 358 258)
- над 65 години: 3 % (мъже 19 099 / жени 17 139)

(2009)
- 0-14 години: 43,6 % (мъжe 390 806 / жени 387 172)
- 15-64 години: 53,6 % (мъже 473 478 / жени 481 315)
- над 65 години: 2,8 % (мъже 25 071 / жени 25 051)

## Коефициент на плодовитост
- 2009: 5,04

## Расов състав
- 98,5 % – черни

## Религия
- 90 % – мюсюлмани
- 9 % – християни
- 1 % – местни религии

## Език
Официален език в Гамбия е английският.